# فسفاتیدیل کولین

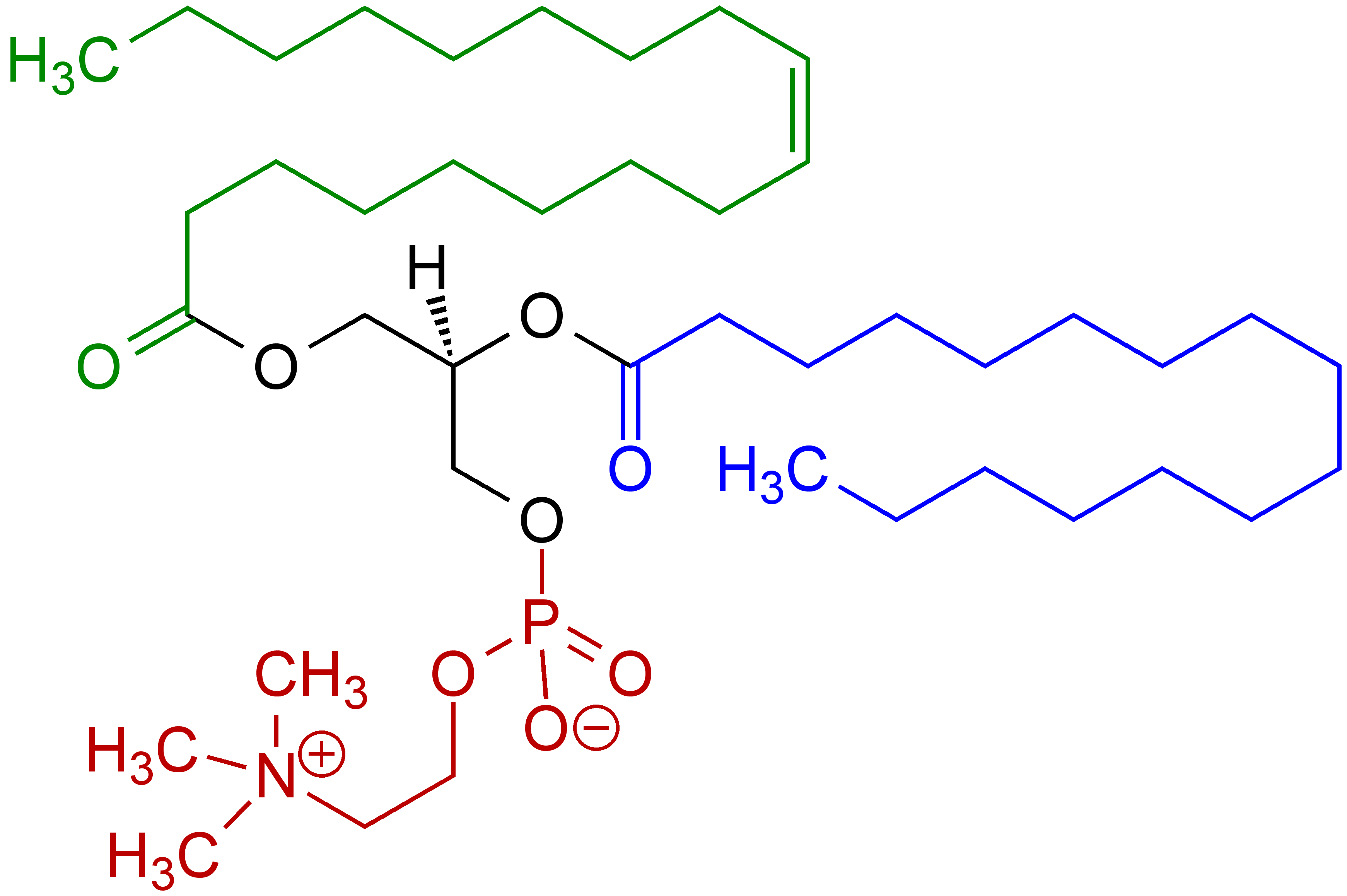
1-Oleoyl-2-palmitoyl-phosphatidylcholine

فسفاتیدیل کولین (phosphatidyl choline) به عنوان فسفولیپید غالب (بیش از ۵۰٪) در غشای بیشتر سلولهای پستانداران است. فسفاتیدیل کولین مهم‌ترین فسفولیپید غشاء سلولی جانوران و گیاهان بوده و پیش ساز استیل کولین می‌باشد. البته این ترکیب در غشای سلولی اغلب باکتری‌ها وجود ندارد. فسفاتیدیل کولین جزء مهمی از سورفکتانت ریه را تشکیل می‌دهد.
کولین به تنهایی با نسبت کمتر در متابولیت‌هایی همچون فاکتور فعال کننده پلاکتی، استیل کولین، پلاسمالوژنهای کولین، لیزوفسفاتیدیل کولین، گلیسروفسفوکولین و بتائین نیز یافت می‌شود. فسفاتیدیل کولین عضوی از گروه لسیتین‌ها است.

## نگارخانه

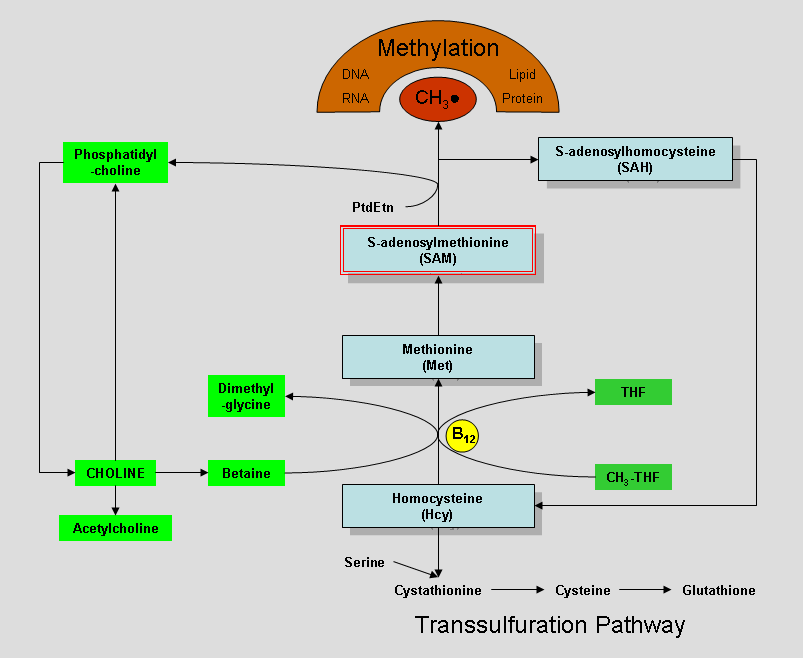